# Regione di Nouakchott-Sud
Nouakchott-Sud (Sud Nouakchott, in arabo نواكشوط الجنوبية‎?) è una regione della Mauritania. Comprende i tre dipartimenti meridionali della capitale della Mauritania, Nouakchott: Arafat, El Mina e Riyad. La sua sede è ad Arafat e il porto in acque profonde di Nouakchott si trova all'interno dei suoi confini.
La regione di Nouakchott-Sud è stata creata il 25 novembre 2014 quando la regione di Nouakchott è stata suddivisa in tre nuove regioni.